# Річард Паес
Річард Паес (ісп. Richard Páez, нар. 31 грудня 1952, Мерида) — венесуельський футболіст, що грав на позиції півзахисника. По завершенні ігрової кар'єри — тренер. Як футболіст відомий за виступами в низці венесуельських клубів та збірній Венесуели. Як тренер працював із низкою венесуельських клубів, колумбійським клубом «Мільйонаріос», перуанським клубом «Альянса Ліма», та збірною Венесуели.

## Ігрова кар'єра
У професійному футболі Річард Паес дебютував 1970 року виступами за команду «Естудіантес де Меріда», в якій грав до 1978 року. У 1978 році футболіст став гравцем клубу «Португеса», а наступного року перейшов до клубу «Депортіво Тачира». У 1980 році Паес став гравцем клубу «Універсідад де Лос Андес», і по закінченні сезону завершив виступи на футбольних полях.

## Кар'єра тренера
Після завершення виступів на футбольних полях Річард Паес, який закінчив медичний факультет університету, розпочав працювати в сусідній Колумбії Там він познайомився з відомим тренером Габріелем Очоа Урібе, і під його впливом розпочав тренерську кар'єру. Пізніше Паес проходив стажування в «Мілані» у Фабіо Капелло. Після повернення на батьківщину в 1991 році Річард Паес розпочав самостійну тренерську кар'єру, очоливши тренерський штаб клубу «Універсідад де Лос Андес». У тому ж році тренер очолював інший венесуельський клуб «Депортіво Тачира». У 1995 році Паес знову очолив клуб «Універсідад де Лос Андес», який вивів до найвищого дивізіону. У 1997—1999 роках Річард Паес очолював клуб «Естудіантес де Меріда», який у 1999 році вивів до чвертьфіналу Кубка Лібертадорес.
У 2000 році Річард Паес став головним тренером збірної Венесуели віком гравців до 20 років, яку тренував до кінця року. Наступного року Паес став головним тренером національної збірної Венесуели. Збірну тренер очолював до 2007 року, і на цій посаді запам'ятався тим, що за час його перебування на посаді венесуельська збірна вперше залишила останній рядок турнірної таблиці відбіркового етапу чемпіонату світу в Південній Америці, та вперше здобула в рамках відбору до чемпіонату світу перемогу над збірною Уругваю, а також зуміла здобути першу в своїй історії перемогу в гостях на відбірковому етапі чемпіонату світу над збірною Чилі. Паралельно тренер у 2002 році очолював молодіжну збірну країни. Проте в 2007 році Паес покинув посаду тренера збірної після інцидентів на матчі відбору до чемпіонату світу..
У 2008 році венесуельський тренер прийняв пропозицію попрацювати у перуанському клубі «Альянса Ліма», проте результати клубу не покращились, і до кінця року тренер покинув команду з Ліми.
У 2010 році Річард Паес став головним тренером колумбійської команди «Мільйонаріос», та в 2011 році виграв із командою Кубок Колумбії, після того, як команда тривалий час не виграла жодного титула. У кінці 2012 року Паес очолив венесуельський клуб «Мінерос де Гуаяна», з яким виграв Апертуру, проте після невдалого виступу в Апертурі 2014 року тренера звільнили з посади.
У 2018 році Річард Паес очолював еквадорський клуб «Депортіво Куенка». У 2020 році тренер знову очолював клуб «Мінерос де Гуаяна».